# Mihail Hașeganu
Mihail Hașeganu (* 4. November 1913 in Suseni, Kreis Argeș, † unbekannt) war ein  rumänischer Politiker der Rumänischen Kommunistischen Partei PCR (Partidul Comunist Român), Wirtschaftswissenschaftler, Hochschullehrer und Diplomat, der unter anderem zwischen 1955 und 1959 Rektor des Instituts für Wirtschaftswissenschaften und Planung „Wladimir Iljitsch Lenin“ ISEP war, aus dem 1967 die Wirtschaftsakademie Bukarest ASE (Academia de Studii Economice din București) hervorgegangen ist. Danach war er von 1959 bis 1961 Botschafter in der Tschechoslowakei sowie zwischen 1961 und 1966 Ständiger Vertreter Rumäniens bei den Vereinten Nationen.

## Leben
Mihail Hașeganu besuchte zwischen 1924 und 1932 das Handelsgymnasium in Săliște und begann daraufhin im September 1932 ein Studium an der Akademie für Höhere Handels- und Industriestudien AISCI (Academia de Înalte Studii Comerciale și Industriale), das er im Februar 1933 jedoch unterbrach. Er arbeitete von 1932 bis 1935 erst als Verkäufer in einem Geschäft in Făgăraș sowie daraufhin zwischen 1935 und 1937 als Verkäufer und Buchhalter im Geschäft der Firma „Grigore Alexandrescu“. 1935 nahm er auch sein Studium an der Wirtschaftsakademie Bukarest wieder auf, welches er 1940 beendete. Während des Studiums war er von 1937 bis 1940 als stellvertretender Kassierer und stellvertretender Büroleiter der Direktion für Siebenbürgen eines in Bukarest ansässigen Bergbau- und Metallurgieunternehmen tätig und trat 1940 als Mitglied der Nationalen Front für die Wiedergeburt (Frontul Renașterii Naționale) bei. Daraufhin wurde er 1940 stellvertretender Büroleiter der Abteilung Buchhaltung des Ministeriums für nationale Wirtschaft und organisierte nach dem königlichen Staatsstreich vom 23. August 1944 die gewerkschaftliche Arbeit der Beschäftigten dieses Ministeriums. Im März 1945 wurde er Mitglied der damaligen Kommunistischen Partei Rumäniens PCdR (Partidul Comunist din Romania) sowie zugleich Instrukteur der Grundorganisation der Partei im Handelsministerium. Daneben war er Mitglied des Parteikomitees des Ministeriums für nationale Wirtschaft und leitete bei den Wahlen im November 1946 eine Schule für Agitatoren sowie ein Wahllokal. Im Dezember 1946 wurde er zunächst Leiter der Verwaltungsabteilung und daraufhin im Juli 1947 Leiter der Industrieabteilung des Ministeriums für nationale Wirtschaft. Danach wechselte er in die Staatliche Planungskommission und wurde dort im Januar 1948 erst Leiter der Abteilung für Industrie und Handel sowie einige Zeit später Leiter der Abteilung für die Koordination von Produktions- und Investitionsplänen. Im Juli 1948 wurde er zur Kommission für die Konjunktur der Wirtschaft beim Ministerrat abgeordnet und übernahm kurze Zeit darauf 1948 den Posten als Direktor des Sekretariats des Staatlichen Planungskomitees.

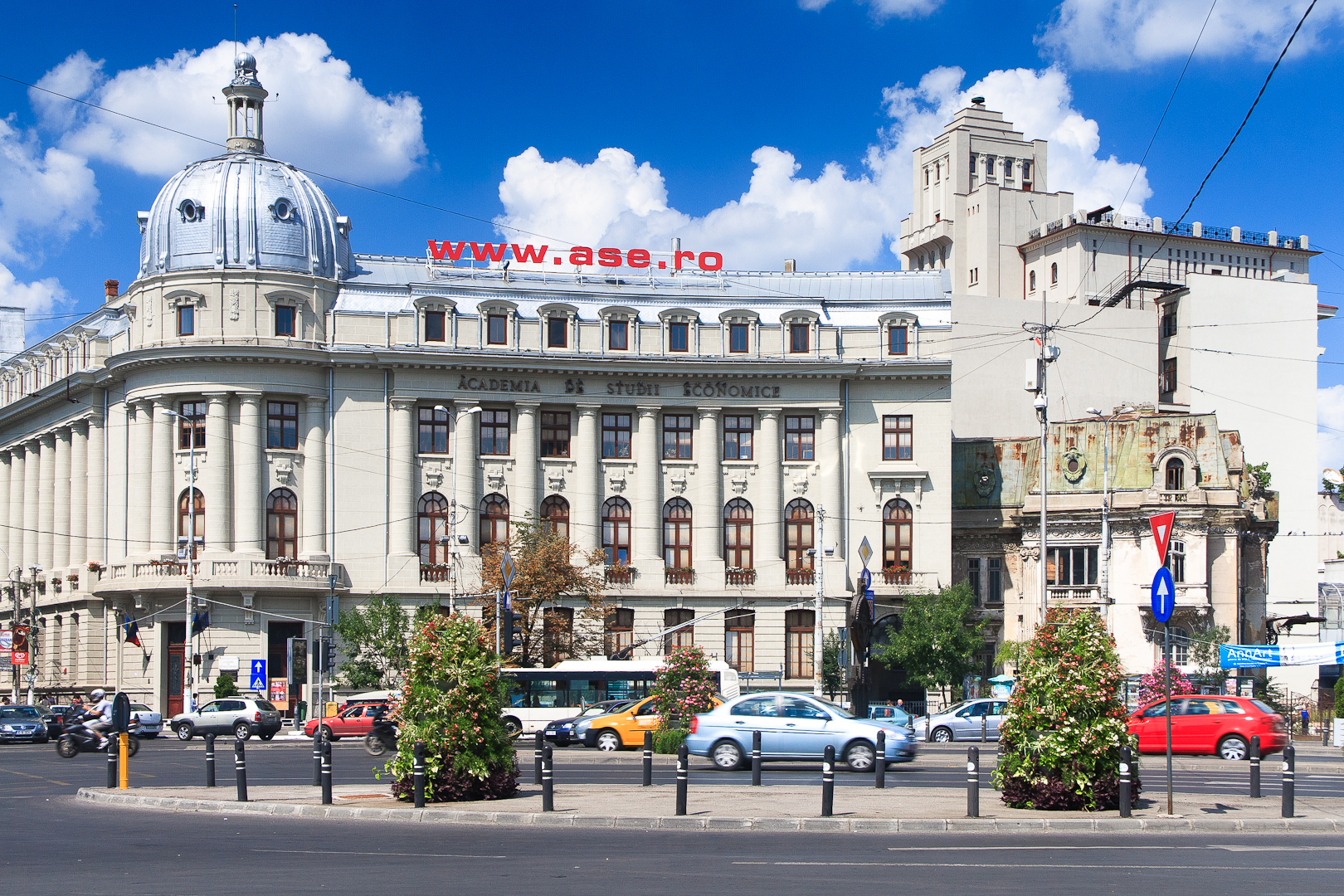
Hașeganu war zwischen 1955 und 1959 Rektor des Instituts für Wirtschaftswissenschaften und Planung ISEP (Institutul de Științe Economice și Planificare).

1951 wurde Hașeganu Dozent am Lehrstuhl für Wirtschaftsgeographie an dem aus der AISCI hervorgegangenen Institut für Wirtschaftswissenschaften und Planung „Wladimir Iljitsch Lenin“ ISEP (Institutul de Științe Economice și Planificare) in Bukarest und fungierte dort bis 1954 zeitweise auch als Prorektor. 1954 übernahm er schließlich eine Professur am ISEP und war als Nachfolger von Ștefan Arsene von Februar 1955 bis zu seiner Ablösung durch Mircea Nicolaescu im Januar 1959 auch Rektor des ISEP. Während seiner Amtszeit als Rektor kam es 1955 zur Gründung der Fakultät für Außenhandel, nachdem das Institut für Außenhandel dem ISEP angeschlossen wurde. 1956 erfolgte die Gründung des Studenten-Athenaeums des ISEP. 1957 kam es zur Auflösung der Fakultät für Außenhandel, die als Abteilung in die Fakultät für Handelswissenschaften überführt wurde. Im Zuge einer Reform wurde die Dauer des Vollzeitstudiums für alle Fakultäten auf fünf Jahre festgelegt. Im April 1957 fand die erste wissenschaftlichen Sitzung der studentischen wissenschaftlichen Kreise des ISEP statt. 1958 wurde das Institut für Wirtschaftswissenschaften und Planung (ISEP) in Institut für Wirtschaftswissenschaften ISE (Institutul de Științe Economice) umbenannt und bestand aus den Fakultäten Allgemeine Wirtschaftswissenschaften, Finanz-, Kredit- und Buchhaltungswesen sowie Handel. Als Nachfolger von Mihai Ciobanu war er zwischen 1957 und seiner Ablösung durch Victor Ionescu 1965 auch Präsident der Handels- und Industriekammer (Camera de comerț și industrie București). In dieser Zeit wurde 1961 der erste Bericht über die konjunkturelle Lage der Weltwirtschaft veröffentlicht, der von Experten der Kammer erstellt wurde. 1964 fand zudem die Ausstellung „Nationale Wirtschaftsleistungen“ (Expoziției Realizărilor Economiei Naționale) erstmals statt.
Am 7. Juli 1959 wurde Mihail Hașeganu außerordentlicher und bevollmächtigter Botschafter in der Tschechoslowakei und verblieb auf diesem diplomatischen Posten in Prag bis zum 11. August 1961. Daraufhin löste er am 11. August 1961 Silviu Brucan als Ständiger Vertreter Rumäniens bei den Vereinten Nationen im Range eines Botschafters ab und behielt dieses Amt in New York City bis zum 5. März 1966. Nach seiner Rückkehr übernahm er am 28. November 1966 das Amt als Vizepräsident des Staatlichen Komitees für Arbeit und Löhne sowie danach zwischen dem 28. April 1969 und Dezember 1977 als Vize-Vorsitzender des Verwaltungsrates der Außenhandelsbank (Banca Română de Comerț Exterior) und war zugleich zwischen März 1973 und dem 14. Dezember 1977 Vizepräsident der Außenhandelsbank. Auf dem Elften Parteitag der PCR (24. bis 27. November 1974) wurde er Mitglied des Zentralkomitees (ZK) der PCR und gehörte diesem Gremium bis zum Zwölften Parteitag der PCR (19. bis 23. November 1979) an. 1974 wurde er ferner Mitglied des Vorstands der Rumänisch-Britischen Freundschaftsgesellschaft sowie im Dezember 1976 auch Ehrenpräsident der Handels- und Industriekammer. 1975 wurde er zudem Mitglied der Großen Nationalversammlung (Marea Adunare Națională) und vertrat in dieser bis 1980 den Wahlkreis Nr. 10 Bechet im Kreis Dolj. Während seiner Parlamentszugehörigkeit war er zwischen dem 18. März 1975 und 1980 Vize-Vorsitzender des Ausschusses für Industrie, Wirtschaft und Finanzen.

## Ehrungen und Auszeichnungen
Für seine langjährigen Verdienste wurde Mihail Hașeganu mehrfach ausgezeichnet und erhielt unter anderem 1954 die Medaille für Arbeit (Medalia Muncii), 1957 den Orden der Arbeit Dritter Klasse (Ordinul Muncii) sowie am 12. Dezember 1963 auch den Orden der Arbeit Zweiter Klasse.

## Veröffentlichungen
- Geografia economică a R.P.R., Editura Ştiinţifică, Bukarest 1957
- Din culisele diplomaţiei. Memoriile unui diplomat, Viaţa Românească, Bukarest 1992, Neuauflage 1996, ISBN 973-564-018-X

in deutscher Sprache
- Wirtschaftsgeographie der Rumänischen Volksrepublik, Verlag Die Wirtschaft, Ost-Berlin 1962